# Rendezvous (pelleteria)

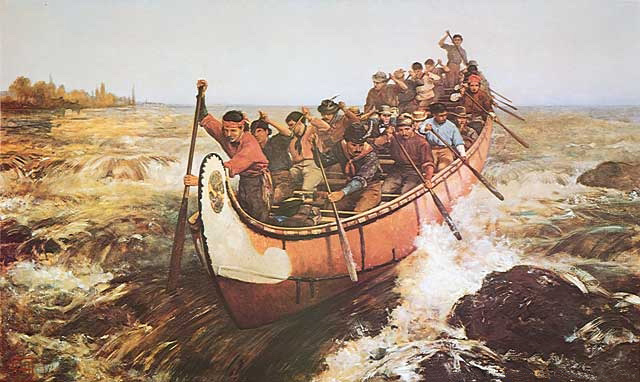
Disparant el Rapids, 1871 per Frances Anne Hopkins (1838-1919)

En la història Nord-americana, el rendezvous era una gran reunió que es feia típicament un cop per any en els boscos Nord-americans. Tots els tipus van incloure una transferència important de pells i béns per ser comerciat per pells. Les variacions van incloure una barreja d'altres tipus de comerciar, transaccions empresarials, reunions empresarials i revelry.

## Àrees de comerç de pell en canoes

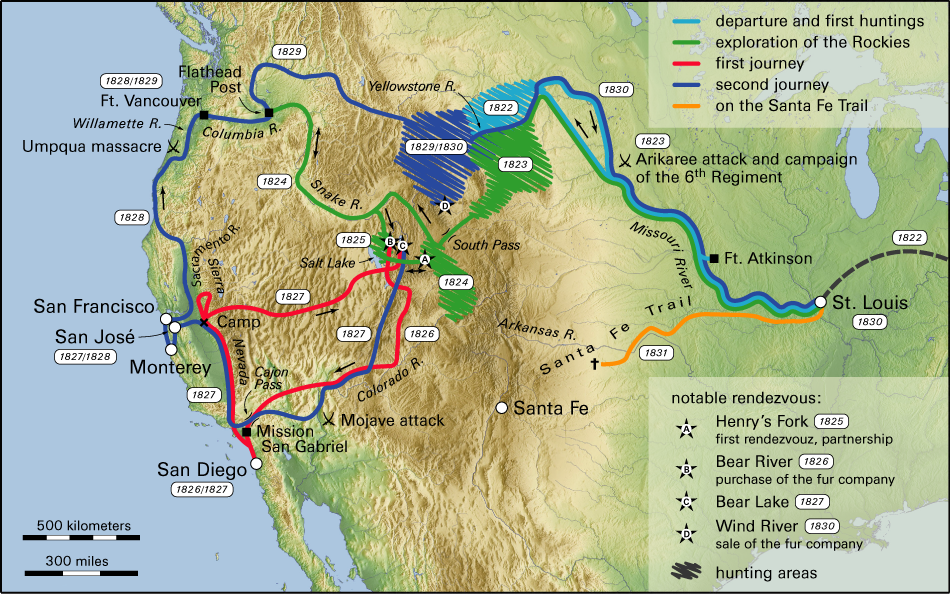

Un escriu de rendezvous és associat amb el voyageur & canoe-negoci de comerç de pell basat que era en gran part dins Canadà. Aquests eren generalment a un punt de transferència del transport dins en un wilderness ruta que no podria ser traversed dins un condimenta corregut per i incloent el comerç de pell d'únic una empresa sola. La transferència era la raó dominant per aguantar el rendezvous tot i que van incloure altres reunions i revelry.

## En la part occidental del que és ara els Estats Units

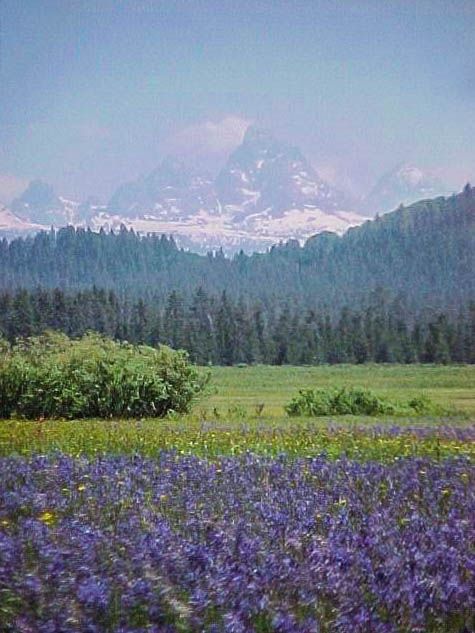
Vista del Teton Gamma del de l'oest, Teton Basin, Idaho, àrea on alguns de la muntanya més gran rendezvous va ser aguantat

Rendezvous Aguantat en la part occidental de quin és ara els Estats Units van incloure una gamma més diversa d'activitats que el seu del nord counterparts. Tal rendezvous podria incloure diverses empreses de comerç de la pell, i varietat de comerciants de pell, homes de muntanya i americans natius. Una quantitat substancial de que fa tracte i comerciant ocorregut a aquests rendezvous. Aquests eren sovint una ciutat "provisional" de classes amb negocis que van oferir els treballadors de comerç de la pell i maneres de participants per gastar els seus diners en subministraments i revelry. El tipus emblemàtic era un gran anual rendezvous va aguantar en les muntanyes Rocoses de 1825 fins que 1840. Un del més gran d'aquests era el Rendezvous de 1832. Molt del attendance d'aquests consistit d'homes de muntanya que eren participants de comerç de la pell que van ser experimentats a de vida en la muntanya dona suport a país.
El syndicated Mort de sèrie d'antologia televisiva Dies de Vall van oferir un 1958 episodi, "El Gran Rendezvous" sobre el 1825 que reuneix. Peter Walker (nascut 1927) va ser llançat com la Caixa històrica Carson, Gardner McKay com el villainous Pierre Shunar, i Ulls de Ferro Cody com a trapper. Laurie Carroll (Nascut 1933) va ser llançat com la dona índia jove, Waa-Nibe, per qui Carson és smitten.

## Modern rendezvous
Els rendezvous encara se celebren com a reunions d'individus o clubs afins en molts àmbits de la vida. La cita dels comerciants de pells se celebra organitzada per clubs tradicionals d'escopetes de pólvora en tots els EUA i el Canadà. Aquestes reunions van des de petites reunions patrocinades per clubs locals fins a grans reunions com el Pacific Primitive Rendezvous i uns altres. En aquestes reunions es recreen moltes de les activitats dels rendezvous originals, centrades entorn dels trets de mosquetons, armes comercials i escopetes, el llançament de ganivets i destrals de guerra i tir amb arcs primitius, així com cuina, ball, cant, narracions de relats de trobades passades. Els participants en aquestes trobades són paranyers, comerciants, mestresses de casa, nadius americans, homes de la frontera, paranyers lliures i molts altres, incloent soldats.